# Stazione di Monopoli
La stazione ferroviaria di Monopoli si trova sulla linea ferroviaria Ancona-Lecce, tra le città di Bari e Brindisi.

## Strutture e impianti
Fino al 2003 erano in esercizio tre binari, ma con il raddoppio della tratta tra Bari e Lecce il terzo binario è stato convertito in binario terminale per la linea locale di collegamento con Bari.

## Servizi
La stazione dispone di:
- Biglietteria automatica
- Servizi igienici
- Bar